# دیوید اس. رید
دیوید اس. رید (به انگلیسی: David S. Reid) سناتور سابق عضو حزب دموکرات ایالات متحده آمریکا بود. وی در سال ۱۸۵۴ تا ۱۸۵۹ میلادی سناتور ایالت کارولینای شمالی در سنای ایالات متحده آمریکا بود.